# Rometta

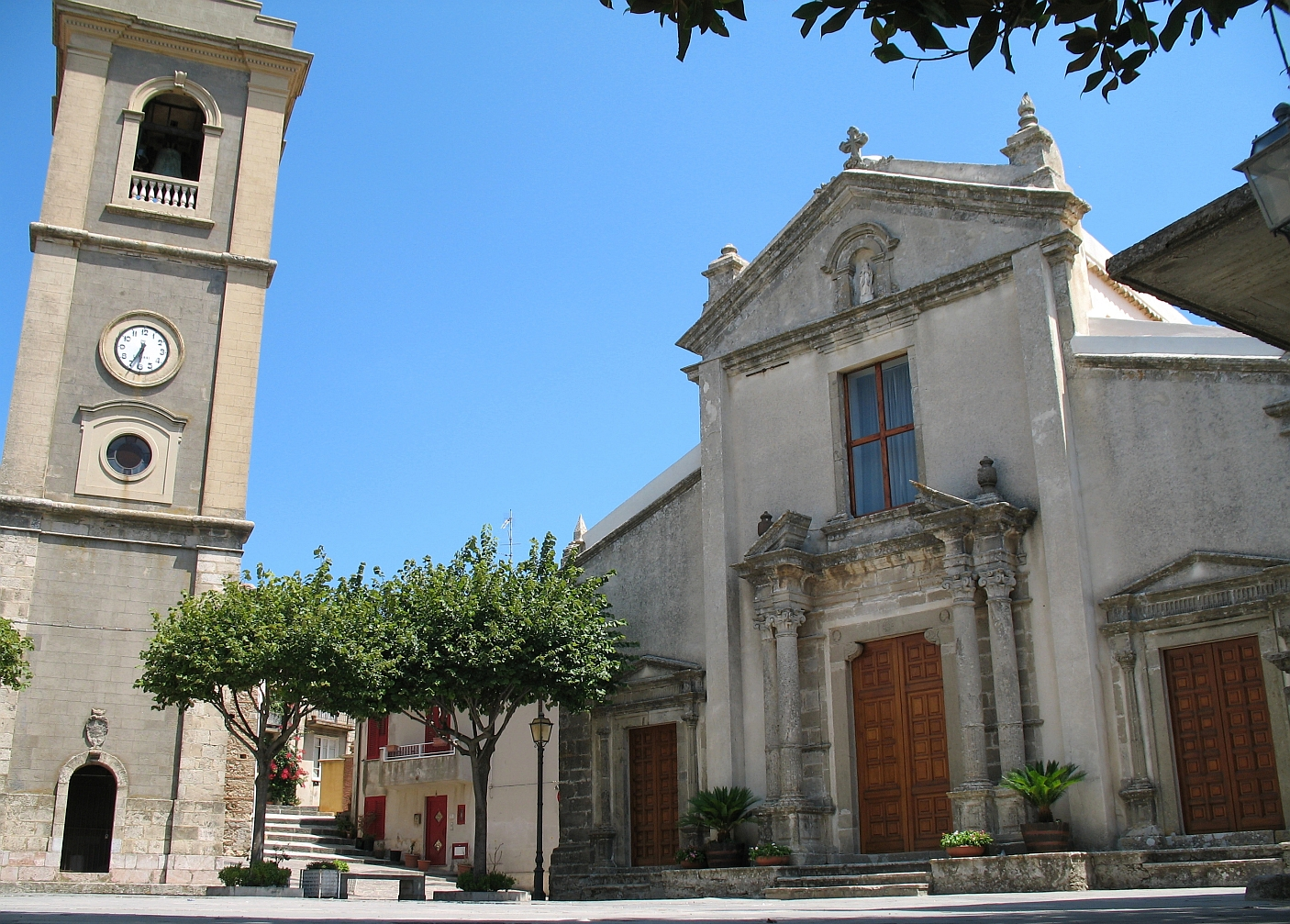
Chiesa Madre e campanile

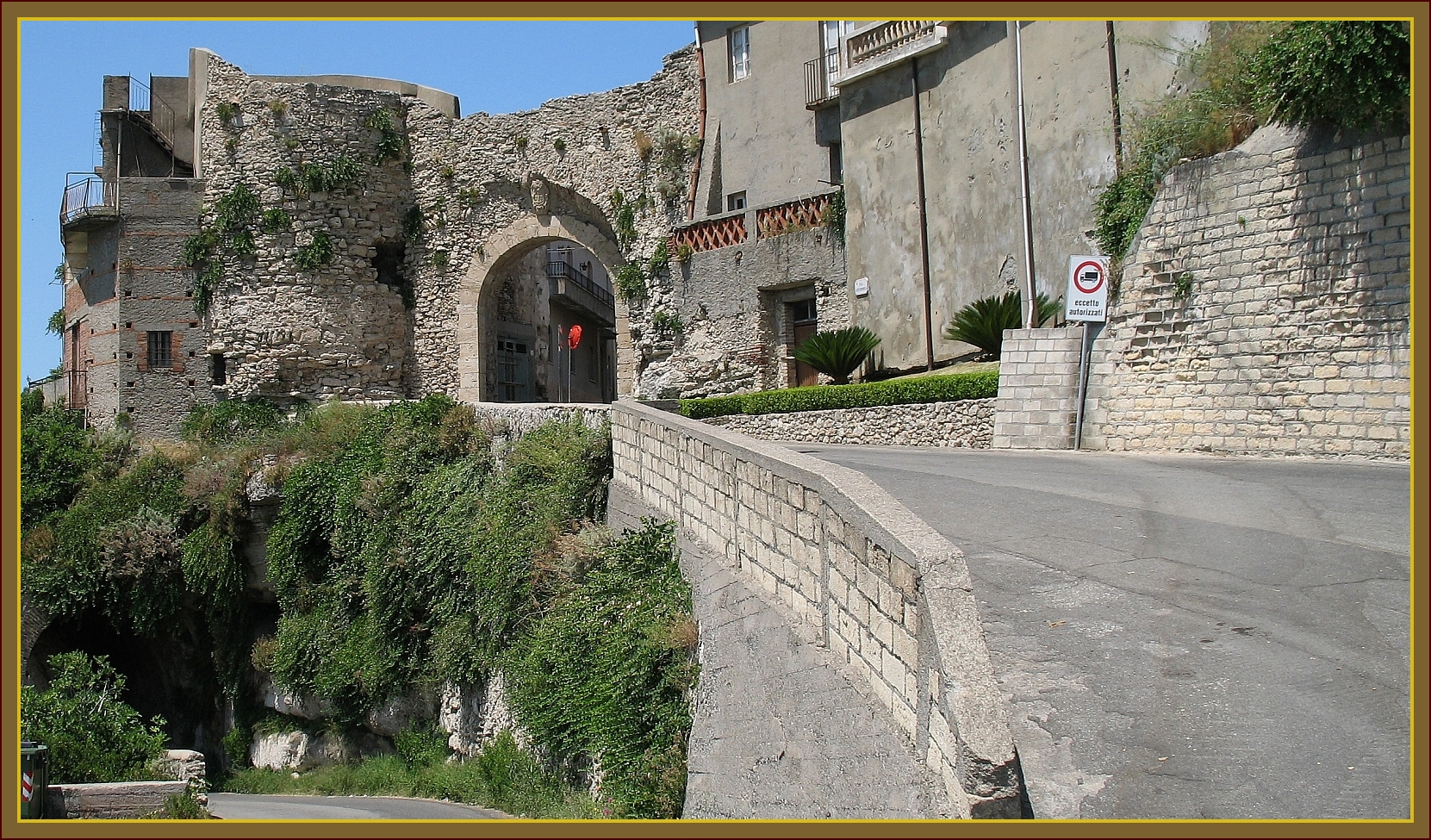
Porta Milazzo

Rometta – miejscowość i gmina we Włoszech, w regionie Sycylia, w prowincji Mesyna.
Według danych na rok 2004 gminę zamieszkiwało 6306 osób, 197,1 os./km².

## Galeria

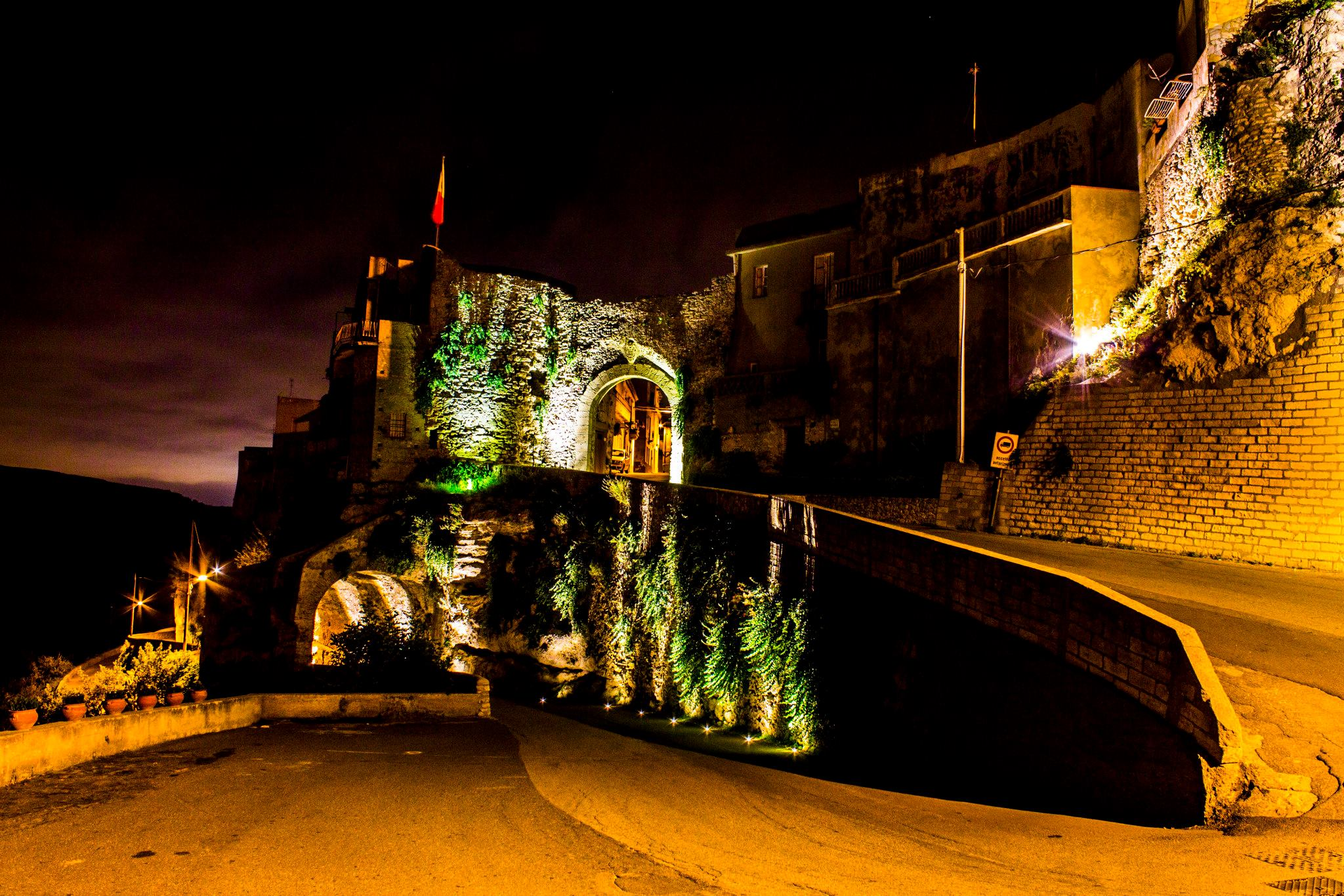
Porta Milazzo
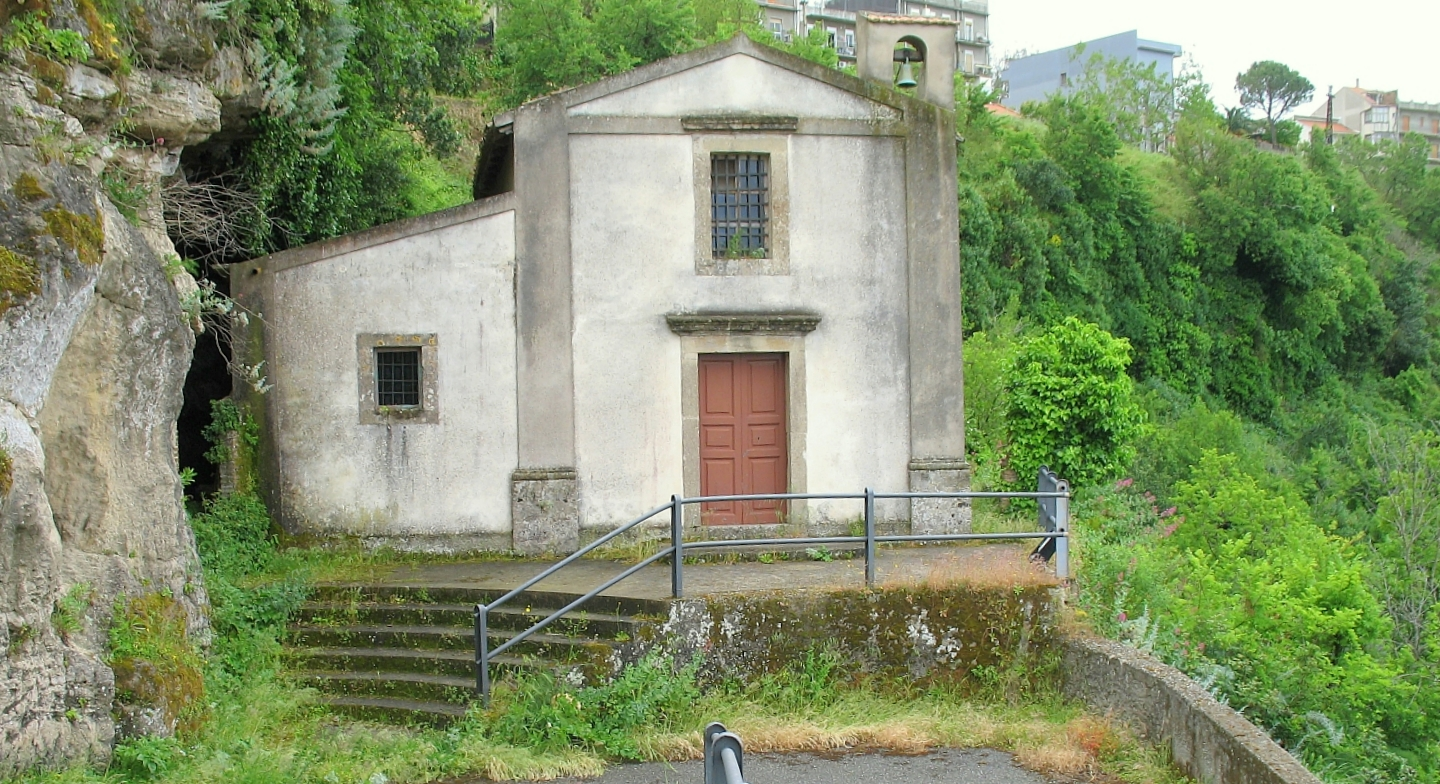
Chiesa Madonna della Scala
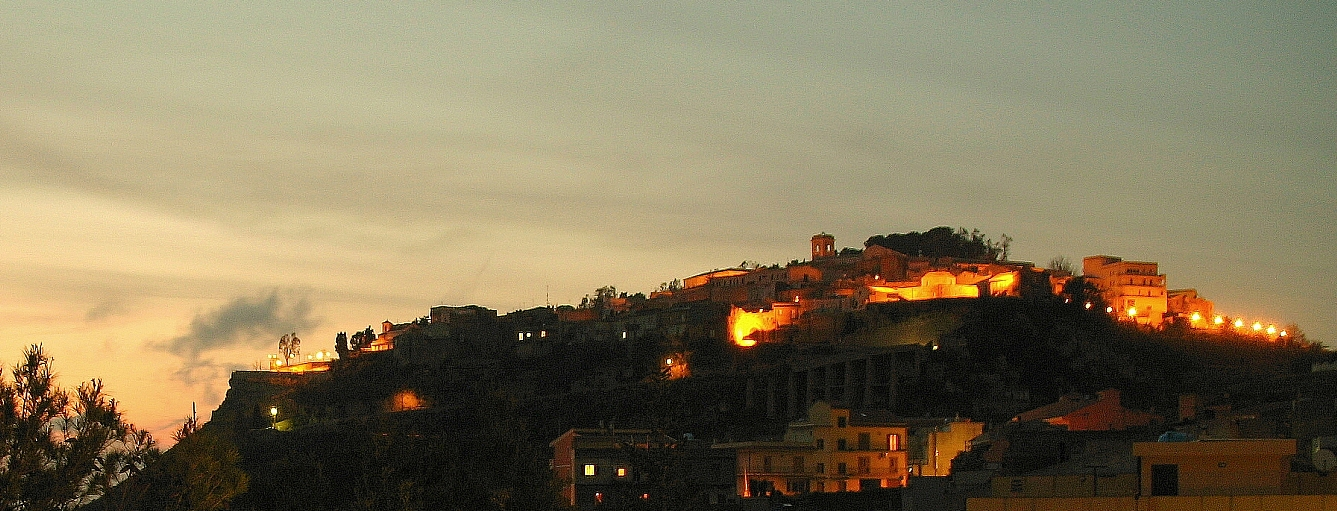
Rometta Tramonto
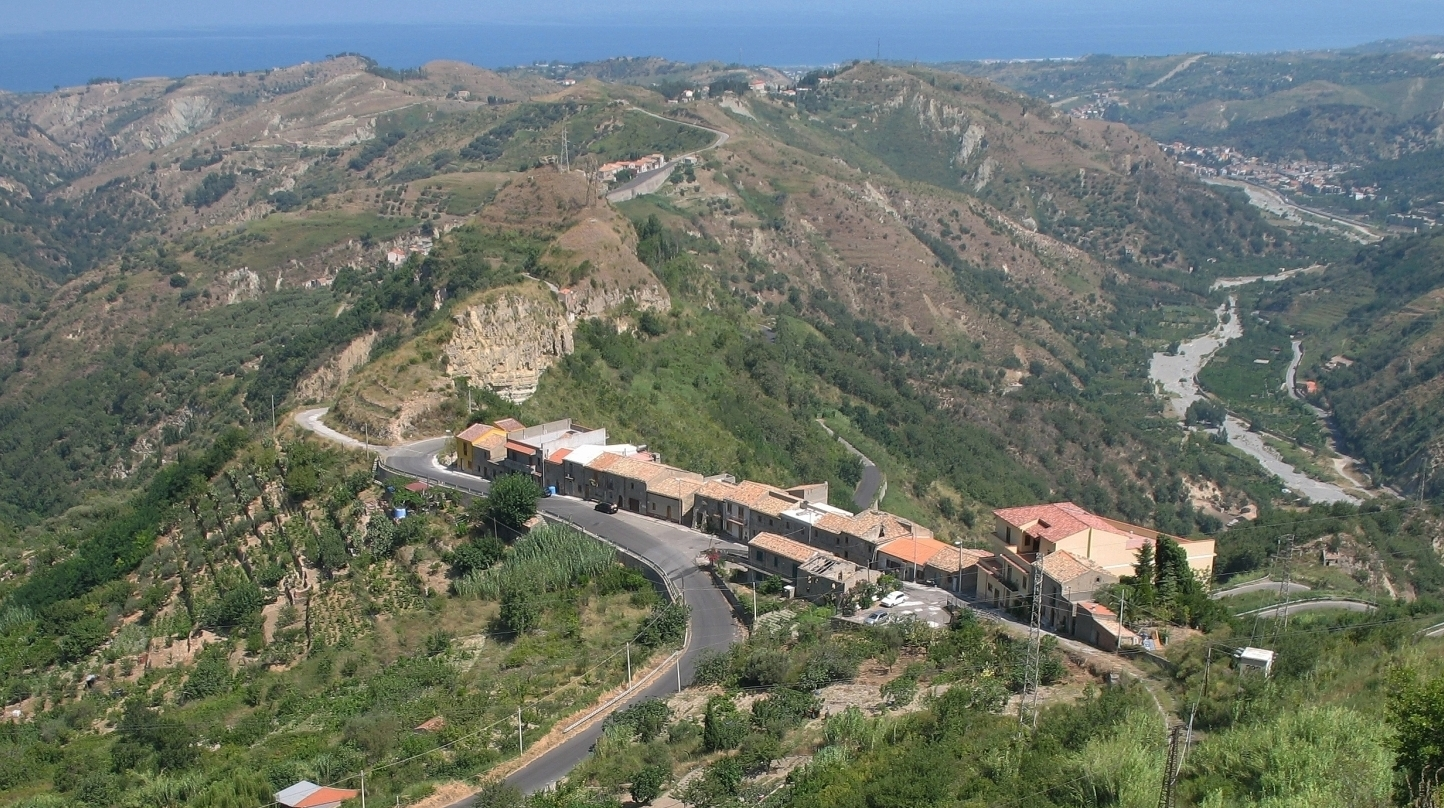
Under Castle (Sottocastello)